# Francesc Rodríguez
Francesc Rodríguez, noto come Rodri (Barcellona, 8 marzo 1934 – 17 maggio 2022), è stato un calciatore, allenatore di calcio e dirigente sportivo spagnolo, di ruolo difensore.

## Carriera
Con la maglia del Barcellona vinse due campionati spagnoli (1958-1959, 1959-1960), due Coppe del Re (1958-1959, 1962-1963) e due Coppe delle Fiere (1958-1960, 1965-1966).

## Palmarès

### Giocatore

#### Competizioni nazionali
- Campionato spagnolo: 2

Barcellona: 1958-1959, 1959-1960
- Coppa di Spagna: 2

Barcellona: 1958-1959, 1962-1963

#### Competizioni internazionali
- Coppa delle Fiere: 1

Barcellona: 1958-1960